# Ask (materiale)
 For alternative betydninger, se Ask. (Se også artikler, som begynder med Ask)
Ask (også kaldet Almindelig Ask, lat: fraxinus excelsior) er en lys, tung og hård træart. Den er rimelig stærk og derudover meget spændstig, hvorfor det er særdeles velegnet til bøjning, specielt dampbøjning. På grund af disse egenskaber er den ofte blevet brugt af møbelsnedkere. Derudover bruges ask blandt andet til gulve, redskaber og brænde.
Ask  forekommer naturligt i Danmark og det meste af Europa. Dets nordlige grænse er Trondheim. Det har stort set samme naturlige udbredelse i Europa som eg og vokser ofte i blandingsbevoksninger. I Danmark har der vokset ask i over 9200 år, siden asken indvandrede til Danmark i 7200 f.kr. Ved den danske skovtælling i 2000 var der 13.000 ha med ask i de danske skove, hvilket svarer til ca. 2,7 % af skovarealet.

## Andre typer Ask
Der findes også en Amerikansk Ask (latin: fraxinus americana, fraxinus pennsylvania), som vokser i Nordamerika. Den er en smule lettere end den europæiske version, men deler ellers mange af dennes egenskaber. En anden underkategori af Amerikansk Ask er Sort Ask (fraxinus negro), som er mørkere og mindre hård.  Denne type asketræ bliver blandt andet brugt til at lave guitarer af det berømte mærke Fender.
Både den Amerikanske Ask og den Japanske Ask (Fraxinus manchuria) står den Europæiske Ask nær, mens andre arter primært bruges som prydtræer i haver og parker. Det er sorter som Mannaask (Fraxinus ernus), Sørgeask (Fraxinus pendula) og  Guldask (Fraxinus aurea)

## Egenskaber, udseende og holdbarhed
Askens ved er hårdt, elastisk og let spalteligt med en vægt på omkring 650 kg/m3. Da det er en rimelig stærk træsort og derudover meget spændstigt, er asketræ er velegnet til bøjning, særligt dampbøjning og stukning. Det tørrer godt og hurtigt med mindre tendens til at spalte. Ved ovntørring kan forekomme forvrængning, og det kan hænde, at særligt grovkornet ved krymper. Træet er nemt at bearbejde uden meget slid på redskaberne, men det anbefales, at man borer inden brug af søm eller skruer pga. muligheden for spaltning.
Både splint- og kerneved fremstår lyst og kan ikke skelnes i farven. Gamle træer kan udvikle en mørkere kerne, kaldet bunkerne eller vådkerne. Den har ikke betydning for træets styrke, kun for udseendet. Som alle træarter forvitrer ask under lysets påvirkning og får en karakteristisk grå farve.
Splintveddet er ikke holdbart. Kerneveddet indeholder ingen beskyttende stoffer, er derfor ikke særlig holdbart i kontakt med jord og har ringe naturlig holdbarhed mod trænedbrydende svampe. Holdbarheden er på niveau med bøg, ahorn, dunbirk og bævreasp.

## Anvendelse
I oldtiden brugte man asketræ til skafter på redskaber, f.eks. økser og skovle, og til vogne, stiger, spyd og buer. Inden for nordisk mytologi var asketræet helligt. Verdenstræet Yggdrasil var et asketræ, og den første mand blev skabt ud af ask, da guderne Odin, Høner og Lødur gav det liv.
Til at bygge de første flyvemaskiner brugte man ask pga. sortens relative lethed, styrke og spændstighed. Det er også blevet brugt i karrosseriet i nogle biler.
I dag bruges asketræ blandt andet til gulve, redskaber, skafter, legetøj og sportsudstyr som baseballbats, hockeystave, ketsjere og ski. Det er også velegnet til brænde, da det brænder godt, også inden det tørres. På grund af sin spændstighed er sorten ofte blevet anvendt af møbelsnedkere. 

### Eksempler på anvendelse i møbelkunst
I sin stol, Lamelstolen, fra 1979 udnytter Gunnar Aagaard Hansen (1919-1982) askens styrke og fleksibilitet. Med sin stringente form ligner det ikke umiddelbart, at stolen er behagelig at sidde på, men ved at bygge sædets og ryggens tremmer op af lameller i ask, har kunstneren skabt en fjedrende stol, som giver efter for sin bruger.
Designer Line Depping udnytter også askeveddets elasticitet i sit arbejde. I 2012 brugte hun stukket træ til at forme knagen Hook, som blev vist på MINDCRAFT12, og som siden blev sat i produktion af HAY. Stumptjeneren Elements, som blev vist på MINDCRAFT14, består af ensartede elementer i dampbøjet ask, stabiliseret af to tværstivere. Ved at tilføje eller fjerne elementer kan man variere møblets størrelse.

## Eksterne links
- Læs om asketræ på trae.dk
- Læs om asketræ på Miljøstyrelsens hjemmeside Arkiveret 25. marts 2017 hos  Wayback Machine
- Læs om Gunnar Aagaard Andersens Lamelstol
- Læs om Line Depping på MINDCRAFT14 Arkiveret 25. marts 2017 hos  Wayback Machine
- Læs om Line Depping på Statens Værksteder for Kunst

| Portal | Portal:Bagom Kunst og Design - metoder og materialer |